# Mólotov (1941)
El crucero ligero Mólotov (en ruso: Молотов) fue un crucero de la clase Kírov (conocida oficialmente como Proyecto 26bis) de la Armada Soviética que sirvió durante la Segunda Guerra Mundial y en los primeros años de la Guerra Fría. Durante las etapas iniciales de la Operación Barbarroja, el crucero apoyó a las tropas soviéticas durante el sitio de Sebastopol, la batalla de la península de Kerch y los desembarcos anfibios en Novorosíisk a finales de enero de 1943. 
Después de la guerra, entre 1952 y 1955, el buque fue sometido a una extensa modernización. Fue rebautizado como Slava (en ruso: Слава, lit. 'Gloria') en 1957 después de que el antiguo ministro de exteriores con Stalin Viacheslav Mólotov cayera en desgracia. El Slava fue reclasificado como buque escuela en 1961 antes de ser vendido para chatarra en 1972.   

## Diseño y descripción
El crucero Mólotov y su barco gemelo el Máximo Gorki tenían un blindaje más pesado y se mejoraron ligeramente con respecto a los dos primeros cruceros  de la clase Kírov del Proyecto 26, por lo que fueron designados Proyecto 26bis.
El Mólotov tenía una Longitud de Línea de Flotación total de 187 metros y una eslora de 191,4 metros en total. Tenía una manga de 17,66 metros y un calado de entre 5,87 y 6,3 metros. Desplazaba 8177 toneladas con carga estándar y 9728 toneladas a plena carga. Sus turbinas de vapor producían un total de 129 750 ihp en el eje (96 750 kW) durante sus pruebas de mar y alcanzaba los 36,72 nudos (68,01 km/h) en las pruebas. Esto apenas estaba por debajo de su velocidad diseñada de 37 nudos y se debía a que tenía más de 900 toneladas de sobrepeso. Normalmente transportaba 650 toneladas de fueloil, 1660 toneladas a plena carga y 1750 toneladas en sobrecarga. Esto le dio una resistencia de 4220 millas náuticas (7820 km) a 18 nudos (33 km / h).
El armamento principal del crucero consistía en nueve cañones B-1-P de calibre 57 de 180 milímetros en tres torretas triples MK-3-180 accionadas eléctricamente. Su armamento secundario consistía en seis cañones antiaéreos B-34 de 100 milímetros calibre 56 montados a cada lado del embudo trasero. Sus cañones AA ligeros consistían en seis cañones 21-K AA semiautomáticos de 45 milímetros y cuatro ametralladoras DShK de 12,7 milímetros. Además contaba con seis tubos lanzatorpedos de 533 milímetros en dos montajes triples.
El crucero Molotov fue el primer buque soviético en llevar radar, un sistema de alerta aérea Redut-K,  que usó durante toda la guerra. Los sistemas de radar de artillería Mars-1 de diseño soviético se agregaron en 1944.

### Modificaciones
En 1943, tres de sus cañones semiautomáticos de 45 mm fueron reemplazados por doce cañones 70-K AA totalmente automáticos de 37 milímetros con mil proyectiles por cañón y dos ametralladoras DsHK adicionales. La catapulta de aviones fue eliminada en 1942 para dejar espacio a más cañones AA ligeros.
En 1943 se instaló una catapulta ZK-1a mejorada y se puso a prueba con éxito un caza Supermarine Spitfire. Sin embargo, en 1947 se abandonó el concepto y se retiró la catapulta.

## Historial de combate

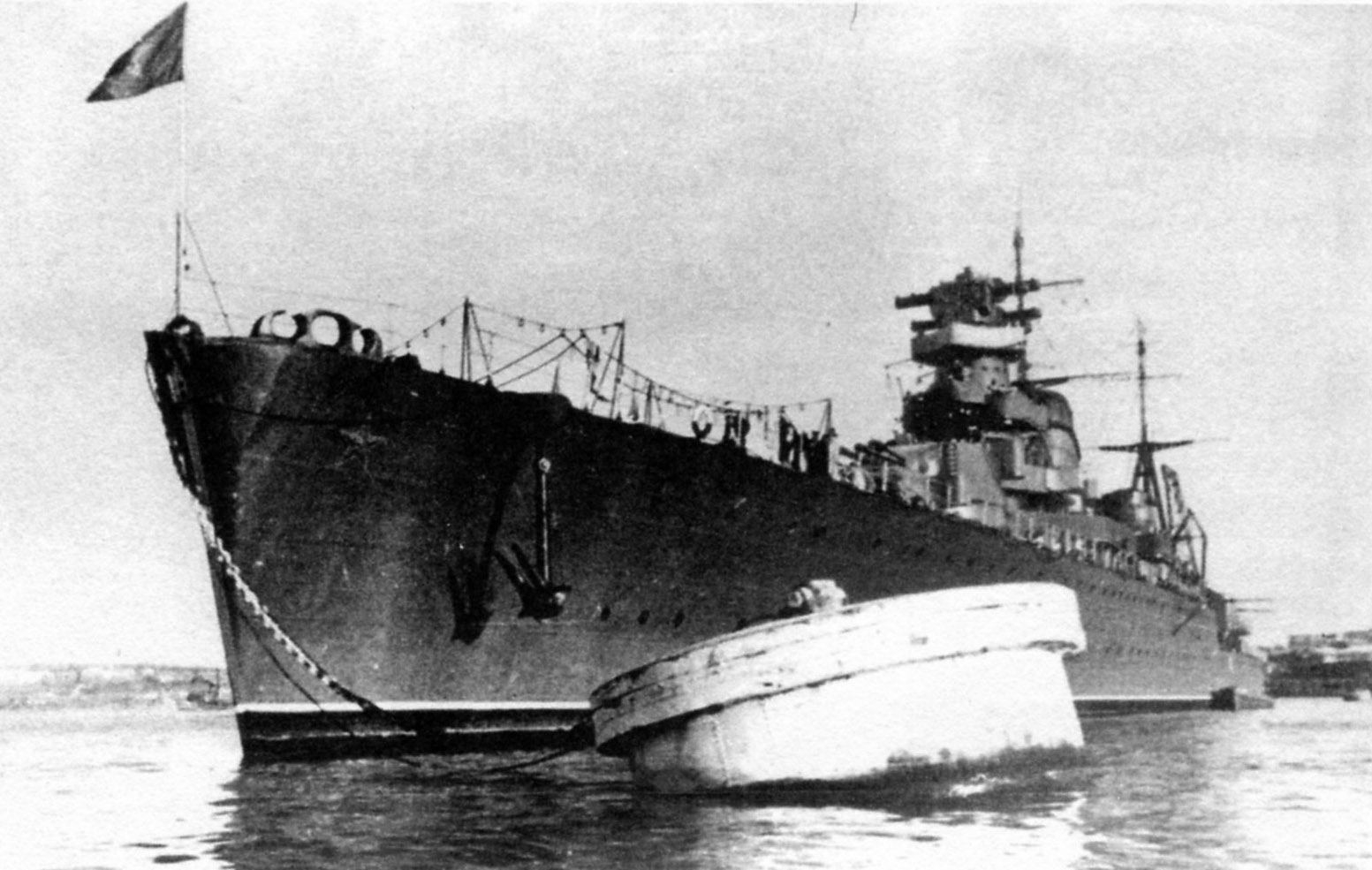
El crucero Molotov en Sebastopol en 1941

La construcción del buque se inició el 14 de enero de 1937, en el Astillero n.° 198 (Andre Marti South) en  Nikolayev; el segundo crucero de la clase Kírov del Proyecto 26bis, según su denominación oficial. Fue botado el 4 de diciembre de 1939, se completó el 14 de junio de 1941 y fue asignado a la Flota del Mar Negro, el 14 de enero de 1941.
Como único buque de la Armada Soviética con radar, el Molotov permaneció en Sebastopol durante el período inicial de la Operación Barbarroja para proporcionar alerta aérea temprana. El avance de las tropas alemanas en Crimea a finales de octubre de 1941 la obligó a trasladarse a Tuapse en el Caucaso, donde continuó proporcionando avisos aéreos. Aunque, el buque también bombardeó a las tropas alemanas cerca de Teodosia con casi 200 proyectiles de 180 mm el 9 de noviembre antes de regresar a Tuapse. Entre el 24 y el 28 de diciembre de 1941, el Molotov ayudó a transportar la 386.º División de Fusileros de Poti a Sebastopol. Mientras descargaba tropas el 29 de diciembre, su popa fue dañada por la artillería alemana, en represalia bombardeó posiciones del Eje, disparando 205 proyectiles de 180 mm y 107 salvas de 100 mm. El buque evacuó a 600 heridos al abandonar Sebastopol, el 30 de diciembre.

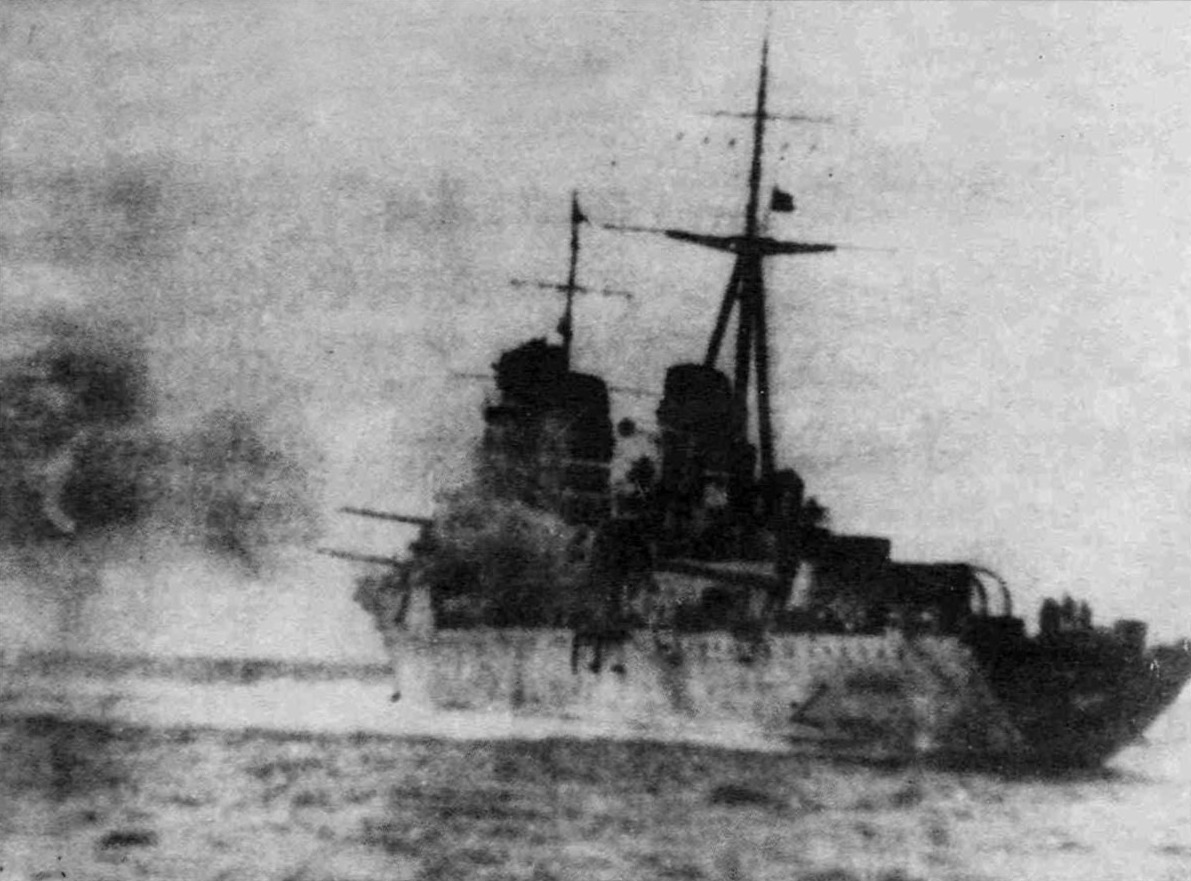
El crucero Molotov abriendo fuego contra las posiciones del Eje en Crimea

Posteriormente, el Mólotov retomó su papel de transporte de refuerzos y suministros a la sitiada ciudad de Sebastopol, durante la primera semana de enero. Del 21 al 22 de enero de 1942, su proa resultó dañada durante una fuerte tormenta en Tuapse cuando el buque chocó contra el embarcadero. El barco pasó la mayor parte del mes siguiente en reparación, aunque su proa no se pudo enderezar; el daño residual redujo su velocidad en varios nudos. Hizo una serie de salidas de bombardeo en apoyo de las tropas soviéticas durante el fallido desembarco anfibio en la península de Kerch, hasta el 20 de marzo cuando regresó a Poti para reparaciones más permanentes. El 12 de junio, el Molotov transportó a 2998 hombres de la 138.ª Brigada de Fusileros a Sebastopol, bombardeando posiciones alemanas mientras descargaba. Evacuó a 1065 heridos y 350 mujeres y niños al partir.
Entre el 14 y el 15 de junio el barco regresó con 3855 refuerzos en compañía de otros barcos, bombardeó de nuevo posiciones alemanas y evacuó a 2908 heridos y refugiados. El 2 de agosto, mientras regresaba de otra misión de bombardeo cerca de Teodosia, perdió veinte metros de su popa por el ataque de varios aviones torpederos Heinkel He 111 del Kampfgeschwader 26 (KG 26) actuando en concierto con varias lanchas torpedera italianas MAS. El daño redujo su velocidad a diez nudos y  el Mólotov  tuvo que ser dirigido por sus motores. Estuvo en reparación en Poti hasta el 31 de julio de 1943, en el curso de su reparación se utilizó la popa del incompleto crucero Frunze, el timón del también incompleto crucero Zheleznyakov, el aparato de gobierno del crucero Kaganovich y el sensor de dirección del submarino L-25.

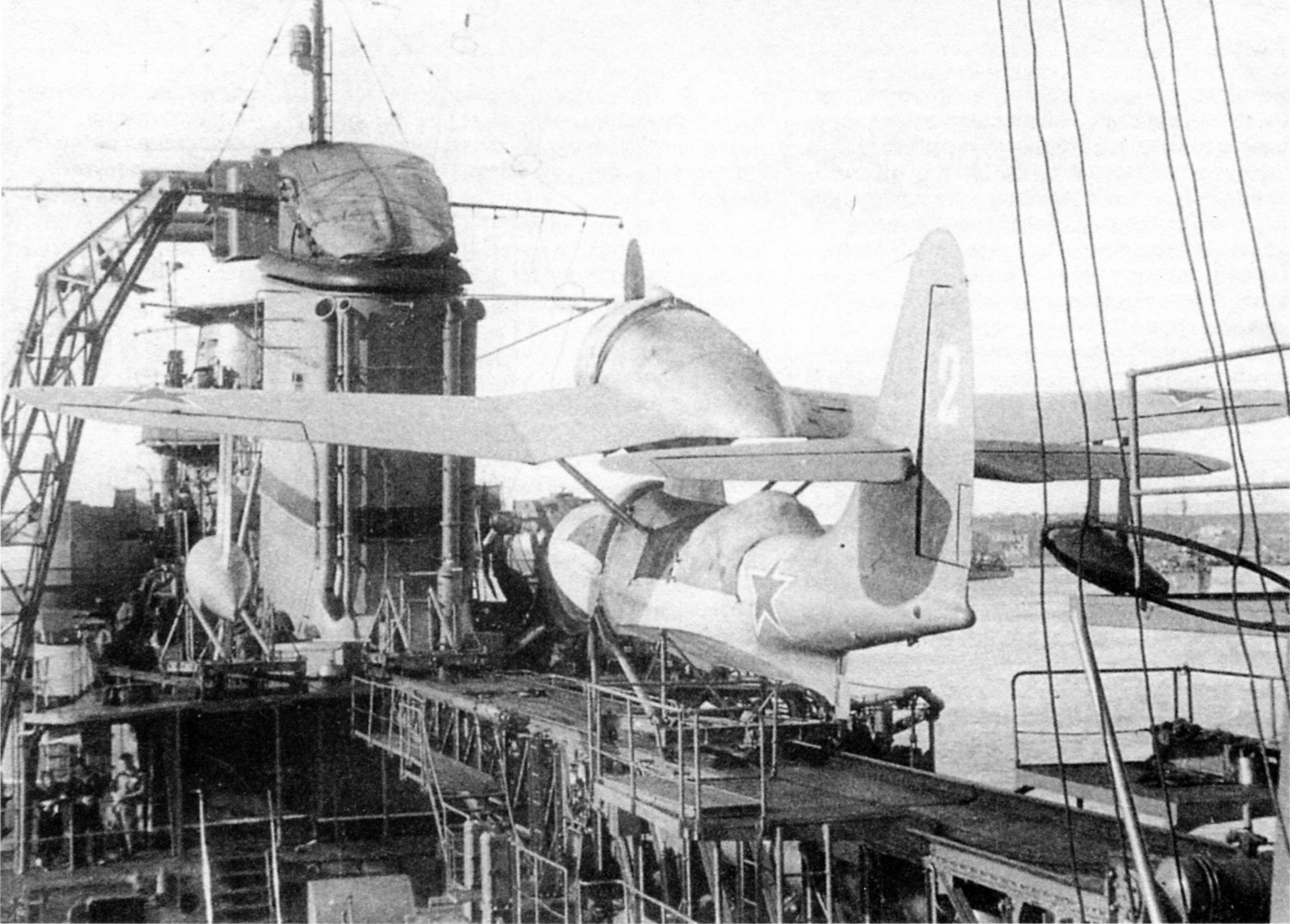
Un hidroplano Beriev Be-4 a bordo del crucero Molotov' en 1941

El crucero Mólotov fue retirado de las operaciones activas, el 6 de octubre de 1943, cuando los destructores Járkov, Besposhchadny y Sposobny bombardearon las ciudades de Yalta, Alushta y Feodosia en Crimea, posteriormente, durante su viaje de regreso, fueron atacados por bombarderos en picado Junkers Ju-87 Stukas y hundidos, con grave pérdida de vidas. Este incidente llevó a Stalin a emitir una orden prohibiendo el uso de barcos del tamaño de un destructor o más grandes sin su permiso expreso, permiso que no fue otorgado durante el resto de la guerra.

### Posguerra
Tras el final de la guerra, en noviembre de 1945, el Mólotov fue sometido a una extensa reparación para remediar los últimos daños que sufrió durante la guerra. Sufrió un incendio en la sala de manipulación de proyectiles de la Torreta n.º 2 el 5 de octubre de 1946 que tuvo que ser extinguido inundando el pañol de municiones y la sala de manipulación con un coste de 22 muertos y 20 heridos. El barco sirvió como banco de pruebas para los radares destinados a los cruceros de la clase Chapayev y de la clase Sverdlov, durante la década de 1940. La modernización de posguerra del Mólotov comenzó en 1952 y duró hasta el 28 de enero de 1955.
Como parte de dicha modernización, el Mólotov recibió un conjunto de radares compuesto por radares Gyuys para búsqueda aérea, Rif para búsqueda de superficie, Zalp para el control de su armamento principal y Yakor para el control de la artillería antiaérea. Todos sus cañones antiaéreos ligeros fueron reemplazados por once cañones gemelos refrigerados por agua de 37 mm M1939 (61-K)  y sus cañones de 100 mm se reinstalaron en montajes B-34USMA totalmente automáticos. Su sistema de control de fuego antiaéreo fue reemplazado por un Zenit-26 con un Dispositivo de control de fuego de artillería SPN-500. Además, se le retiraron sus tubos de torpedos, armas antisubmarinas, grúas de barco y todo el equipo aéreo que aún conservaba. Esta extensa modernización tuvo un coste estimado de 200 millones de rublos, lo cual representaba entre la mitad y tres cuartas partes del costo de un nuevo crucero de la clase Sverdlov (llamado oficialmente Proyecto 68bis).
El 29 de octubre de 1955, el buque participó en los esfuerzos de rescate, después de que una explosión hundiera el antiguo acorazado italiano Novorossiysk. Cinco de sus propios hombres se perdieron cuando el acorazado zozobró casi tres horas después de la explosión.
El 3 de agosto de 1957, se le cambió el nombre a Slava, después de que Viacheslav Mólotov fuera expulsado del gobierno tras un golpe de Estado fallido contra Nikita Jrushchov ese mismo año. El 3 de agosto de 1961, fue reclasificado como crucero de entrenamiento. Entre el 5 y el 30 de junio de 1967, se desplegó en el  Mediterráneo para mostrar el apoyo soviético a Siria durante la guerra de los Seis Días. Regresó al Mediterráneo entre septiembre y diciembre de 1970, donde el barco ayudó al destructor Bravyi de la clase Kotlin, después que colisionara contra el portaaviones británico HMS Ark Royal el 9 de noviembre de 1970. Finalmente, el 4 de abril de 1972, se vendió como chatarra.